# Turgmam Fluctus
Il Turgmam Fluctus è una struttura geologica della superficie di Venere.